# Adrian Dragoș Iordache
Adrian Dragoș Iordache (* 13. November 1981 in Pitești) ist ein ehemaliger rumänischer Fußballspieler auf der Position des Mittelstürmers. Er spielte für den FC Energie Cottbus in der 2. Fußball-Bundesliga.

## Karriere
Iordache spielte zunächst bei seinem Heimatverein FC Argeș Pitești, bevor ihn 2003 der FC Energie Cottbus verpflichtete. Dort kam er in 60 Spielen in der 2. Fußball-Bundesliga auf 7 Tore. Anschließend wechselte 2005 nach Levadiakos. Im darauf folgenden Jahr ging er zu Schinnik Jaroslawl. Im selben Jahr verpflichtete ihn wieder sein alter Verein, FC Argeș Pitești. Dort blieb er mehrere Jahre bis 2010. Er absolvierte dort 52 Partien in der rumänischen Liga 1 und traf dreimal. Anschließend spielte er noch bis 2011 bei Pandurii Târgu Jiu und beim CS Otopeni.
Iordache absolvierte auch ein Spiel mit der rumänischen U-21-Fußballnationalmannschaft.